# Mănăstirea Gura Motrului

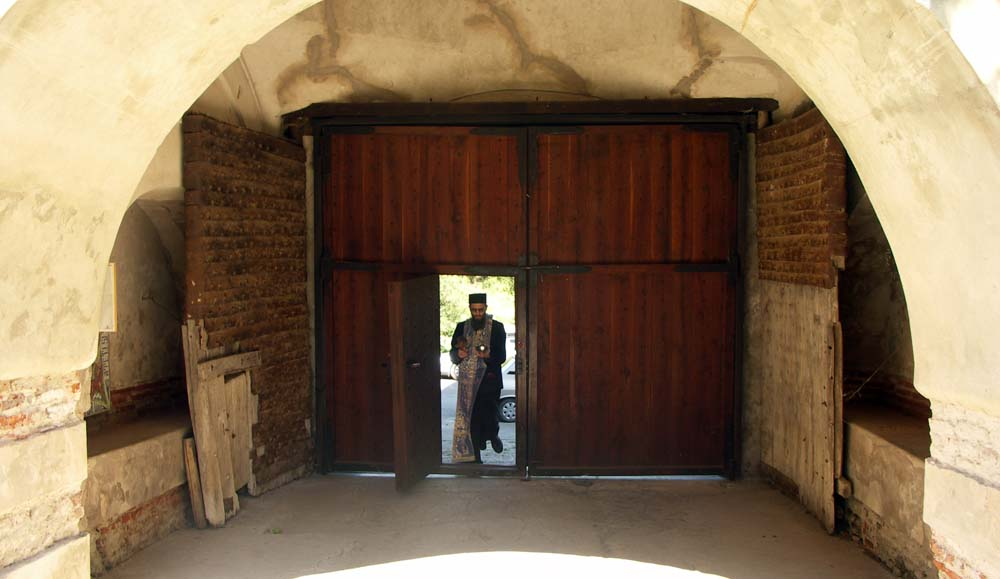
Intrarea în mănăstire pe sub turnul clopotniţei, 2007

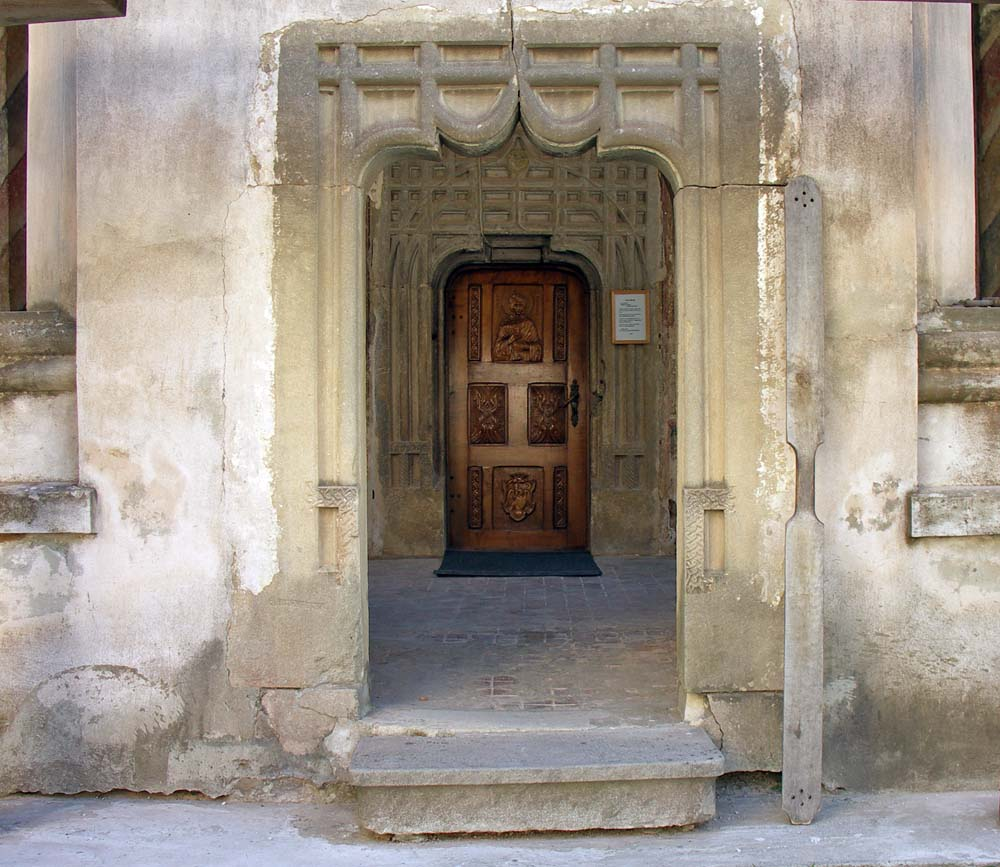
Portalul intrării în pridvor la biserica mănăstirii, 2007

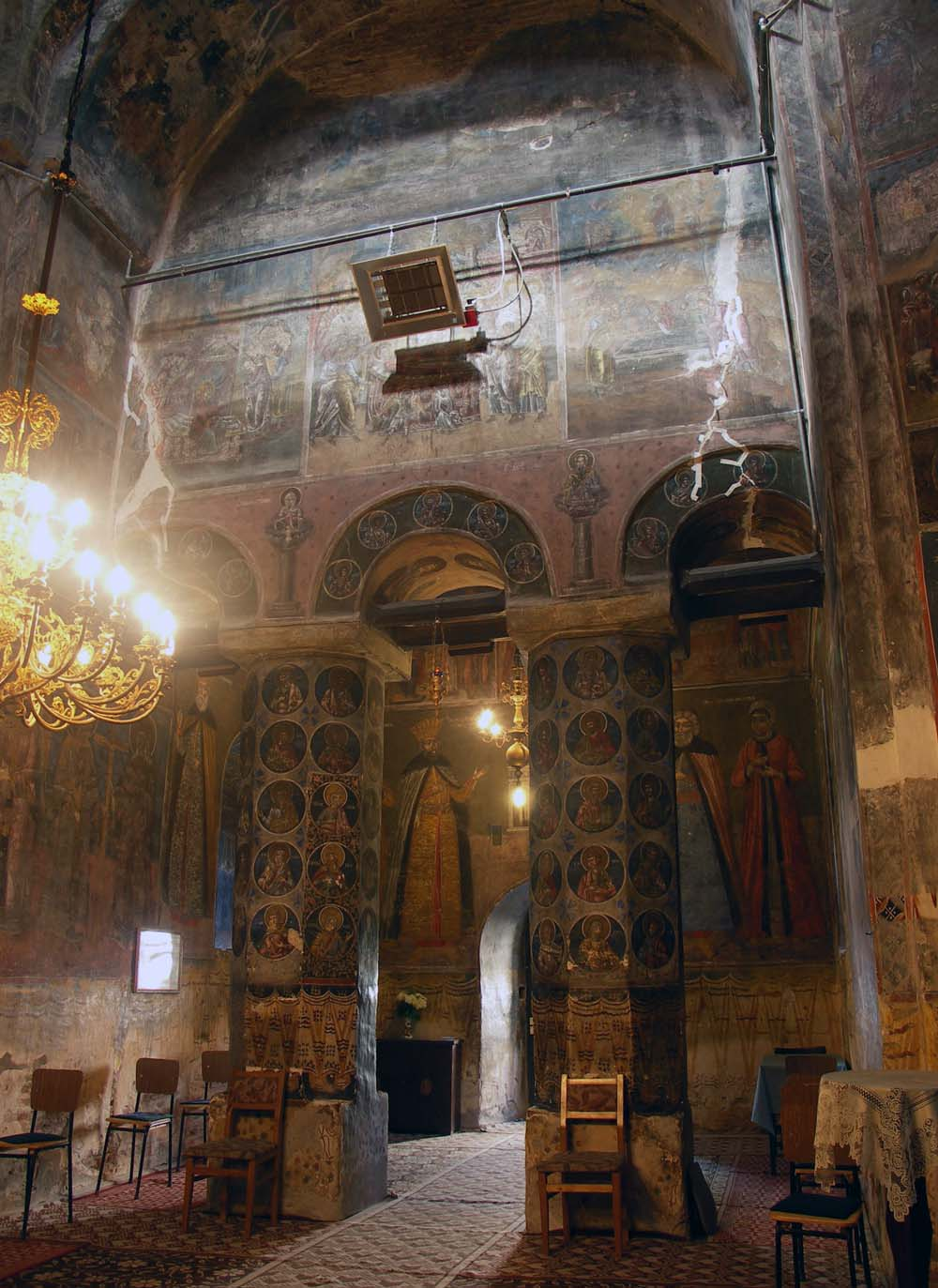
Interiorul navei şi stâlpii despărţitori spre pronaos, 2007

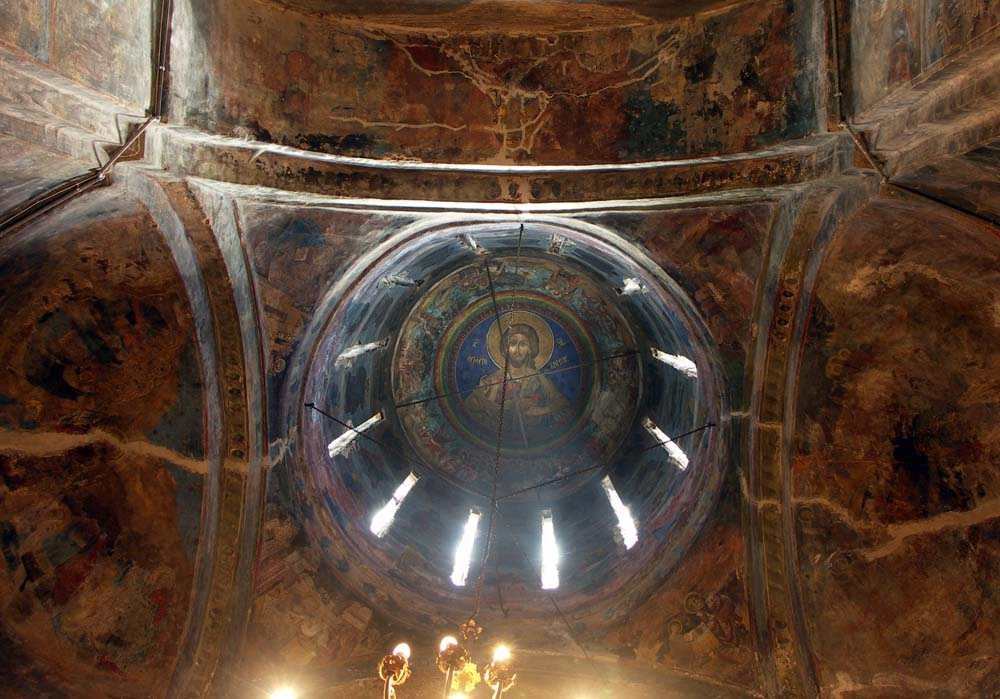
Cupola pe pandantivi peste navă între calotele absidelor laterale, în centru imaginea lui Isus Pantocrator, 2007

Mănăstirea Gura Motrului este o mănăstire din România situată în satul Gura Motrului, comuna Butoiești, din județul Mehedinți. Ansamblul mănăstiresc fortificat bine conservat și prețioasa lui biserică, ridicate la mijlocul secolului 17, se află pe noua listă a monumentelor istorice sub codul LMI: MH-II-a-A-10340.

## Istoric

### Tradiția primei ctitoriri
Conform tradiției, mănăstirea a fost fondată inițial de Cuviosul Nicodim, la sfârșitul secolului XIV. Cuviosul Nicodim a ridicat aici un schit de lemn, constituit dintr-o mică biserica și câteva chilii, și a sădit în jurul schitului viță de vie. Până astăzi bătrânii din zonă vorbesc de „Via Sfântului" aflată cândva pe dealurile din sudul  mănăstirii. Tot la sud de mănăstire, la aproximativ 2 km, se află între dealuri „Izvorul Sfântului Nicodim" sau „Fântâna cu leacu" de unde credincioșii iau apă tămăduitoare de boli. Schitul originar nu a fost încă atestat arheologic.

### A doua ctitorire
Un document de arhivă din 13 ianuarie 1519, păstrat de la Neagoe Basarab Voievod, surprinde prima ctitorire din material durabil a locașului „Preacuvioasei Maicii noastre Paraschivei și a mănăstirii care o au început Jupan Harvat marele logofăt a o face și după putință a o rădica la locul ce se chiamă Gura Motrului". La acea vreme Mănăstirea Gura Motrului primea, după cum amintește același document, moșii în Șușița și Groșieri pentru întreținerea sa și hrana călugărilor. Trebuie subliniat că Logofătul Harvat este ctitorul primului așezământ atestat documentar ridicat la Gura Motrului.

### A treia ctitorire
Cetatea mănăstirească a fost refăcută din temelii în anii 1642-43 de către domnitorul țării Matei Basarab. Participarea lui vodă Matei Basarab nu este surprinsă de vreo pisanie însă este indicată de Patriarhul Constantinopolului, Partenie, care arăta în anii 1640 că mănăstirea „fiind veche și uitată de mulți ani și de tot stricată", Matei Basarab „au ridicat-o din temelie cu multă cheltuială și strădanie și au înnoit-o cu multe sfinte vase și danii mișcătoare".
Biserica mănăstirii a fost și ea reconstruită din temelii în anul 1653 de marele vornic Preda Brâncoveanu. La patru ani de la terminarea lucrărilor, Paul de Alep, în vizită la mănăstire, nota că: „Biserica de aici, în vechea sa formă, era mică și simplă și a fost dărâmată de unul din dregătorii din această țară, care era mare vornic și al cărui nume era Preda Brâncoveanu, rudă a răposatului Matei voievod. De la tatăl său și de la strămoșii săi el avea multe moșii, mănăstiri, biserici și sate ... . El a zidit-o din nou, a doua oară și a făcut clădire măreață și aleasă, cu trei turle. Întregul acoperiș fiind făcut din plăci încheiate cu plumb, se spune că avea o greutate de șaisprezece mii de ocale".

### Zugrăvirea
Interiorul a fost zugrăvit cu cheltuiala lui Constantin Brâncoveanu între anii 1702-04. Acest moment precum și reconstrucția bisericii au fost surprinse într-o pisanie sculptată în piatră peste intrarea în pronaosul bisericii. „Acistă Sfântă și Dumnezăiască Mănăstire de la Motru al căria hramul să prăznuiașce probedeba Paraschevei : den temelia ei iaste zidită de Jupân Preda Brăncoveanul : Vel:vornic : la anul de la zidirea lumii : 7161 [1653]: carea de la aceea vreame până acum au stătut nezugrăvită: iară după aceia: luminatul și înălțatul Io Constantin Brăncoveanul Basarab Voevod: nepotul lui de fecior: întral șaptesprăzeacelea an al Domniei Sale o au zugrăvit și o au și mai înfrumusețat, cum să veade la leat : 7213 [1705]: săvârșinduo · în bună pomenirei · și slavă veacinică. Measeța [luna] septembrie v : 20 : dni [zile]."
Câțiva ani mai târziu, starețul mănăstirii a însemnat propria sa contribuție la înzestrarea mănăstirii pe ferecătura de fier a porții de intrare pe sub turnul clopotniță al mănăstirii: „Această poartă s-a ferecat cu toată cheltuiala Cuviosului Kir Ștefan, năstornic al acestei Sfinte Mănăstiri iulie 15 leat 7221 [1712]".

### Reparații
În 1852 a fost refăcută pictura prin contribuția domnitorului Barbu Știrbei și prin strădania arhimandritului mănăstirii Eufrosim Poteca. O pisanie în pridvor peste intrare afirmă: „Această reparație a zugrăvelii, după stilul original, s-a făcut cu bunăvoința Înălțimei Sale Barbu D. Știrbei, Prințul stăpânitor a toată Țara Românească, slobozind cheltuiala din Casa Centrală și prin osârdia Cuvioșiei Sale, Arhim. Eufrosin Poteca, eugumenul acestei Sfinte Mănăstiri de la Gura Motrului, la anul 1852, zugrav Niță Stoenescu.". Refacerea picturii a însemnat în epocă o repictare a scenelor acoperindu-le pe cele originale cu un strat protector.

## Inscripția clopotului
Un clopot al mănăstirii este prevăzut cu inscripția „Dei Gratia Sacri Romani Imperii et Valachiae Transalpinae Princeps”, atestând mândria lui Constantin Brâncoveanu pentru titlul ereditar de principe al Sfântului Imperiu Roman, titlu pe care l-a primit din partea Curții de la Viena în anul 1695.

## Imagini

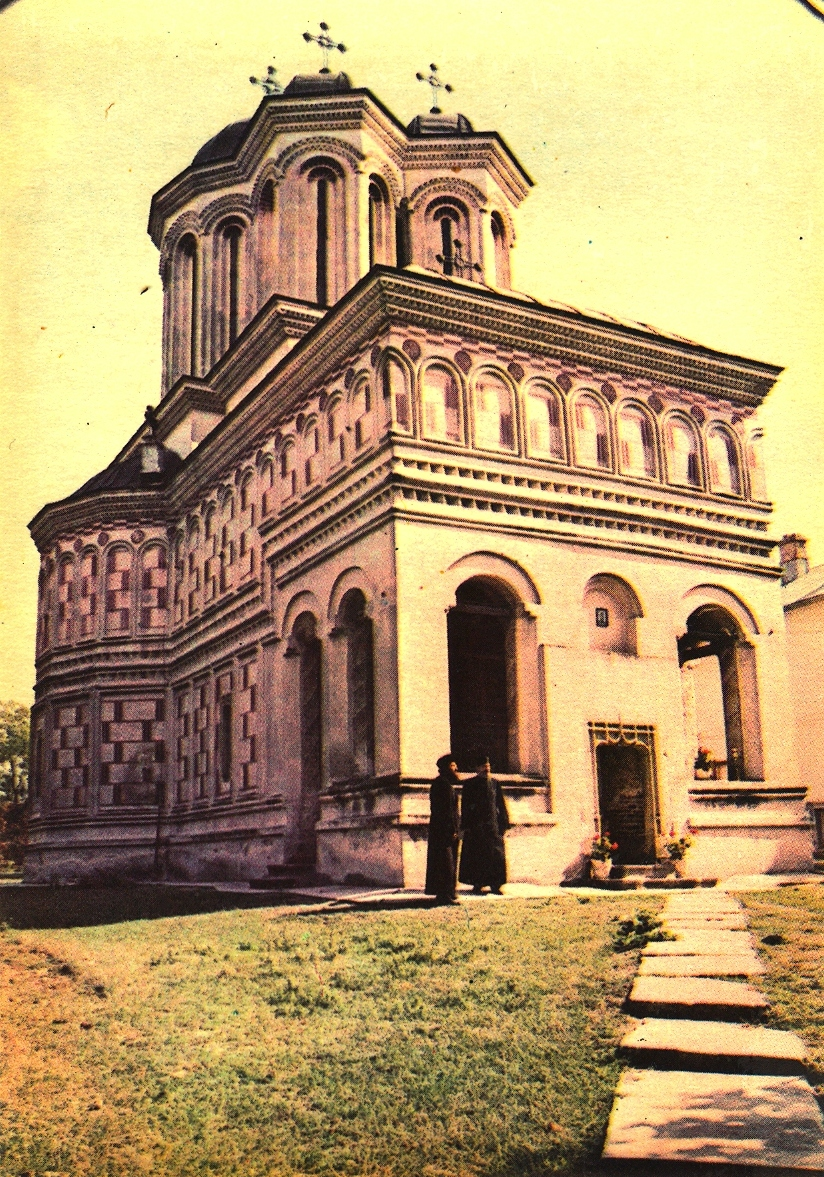
Biserica mănăstirii dinspre intrarea în incintă
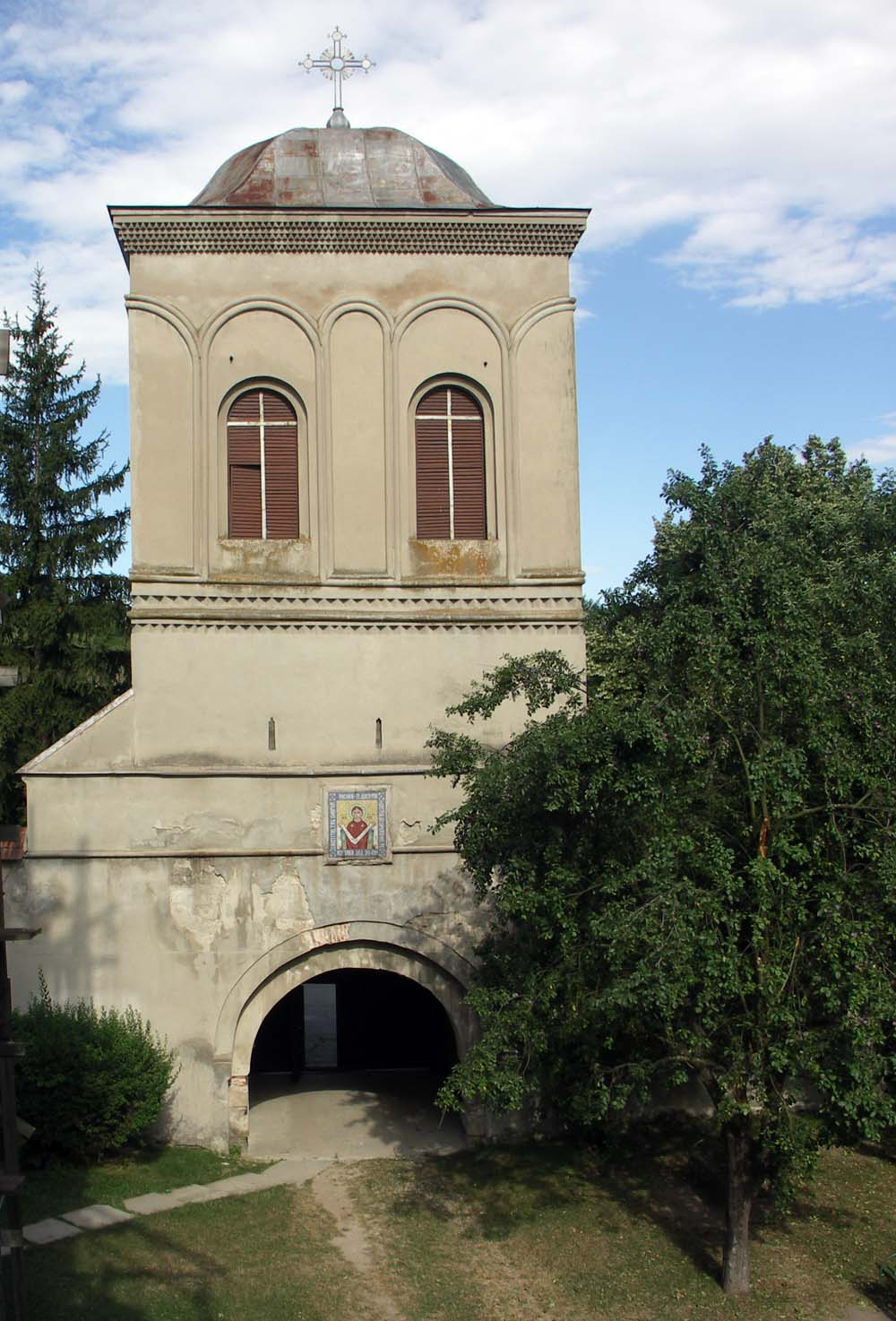
Clopotniţa
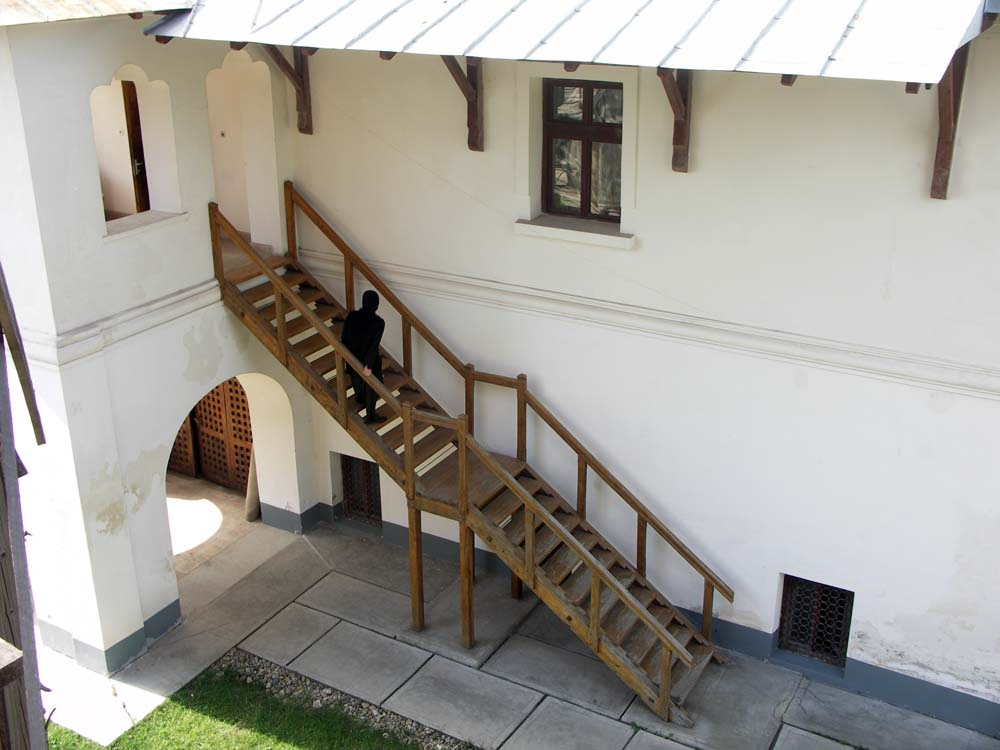
Casa stăreţiei- scara exterioară şi foişorul
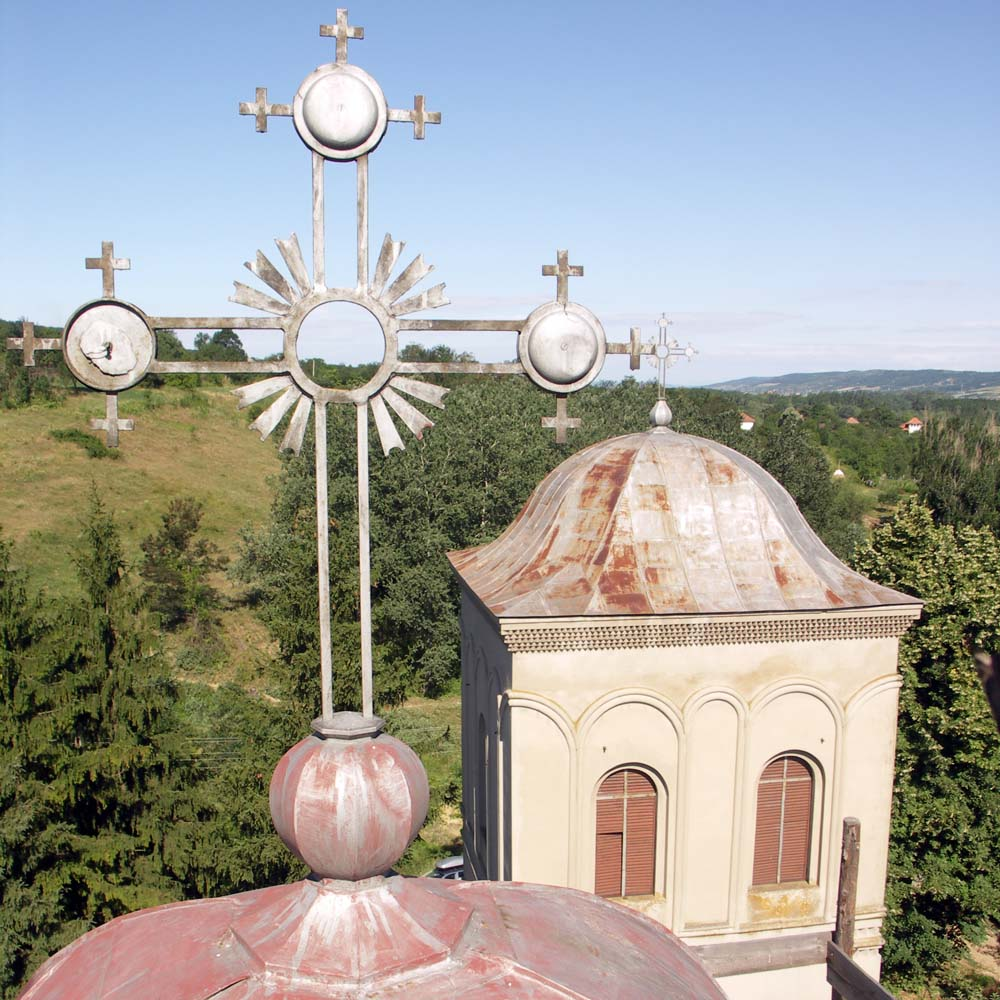
Cruci peste turle
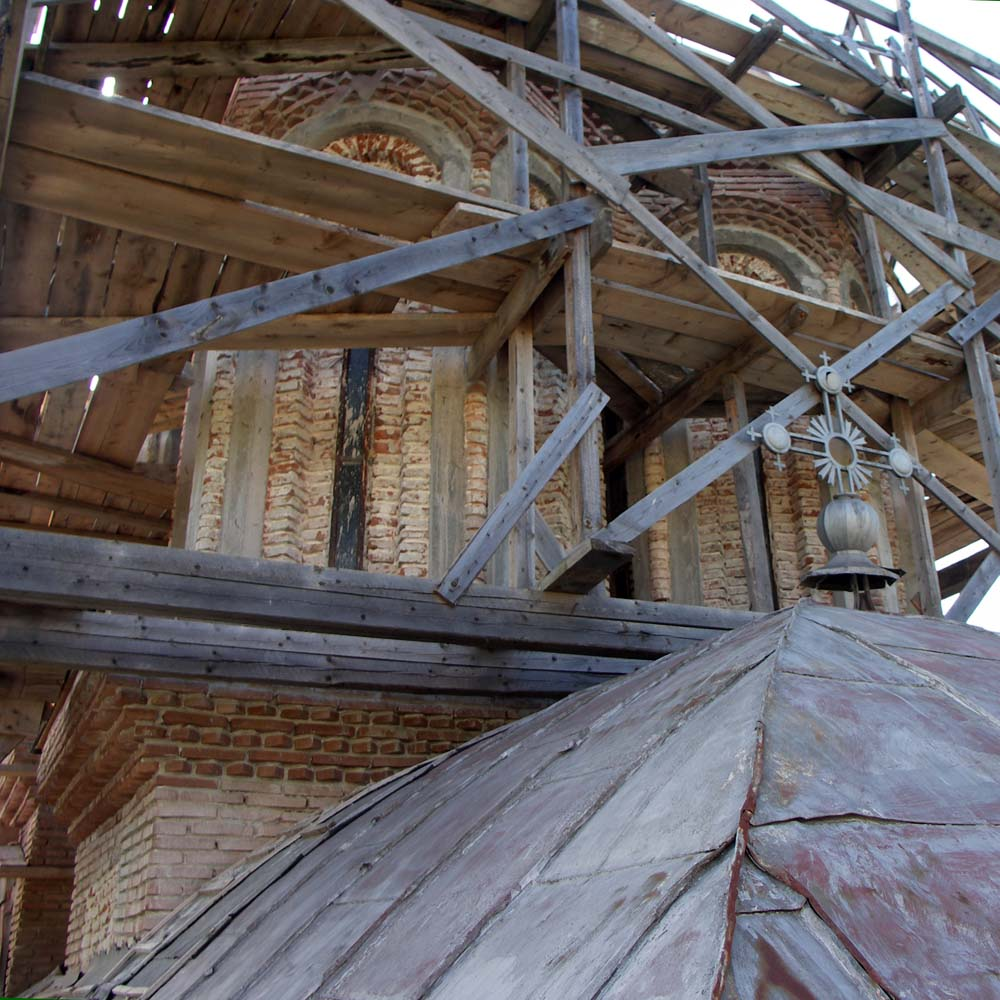
Turlele pronaosului sub restaurare exterioară, 2007
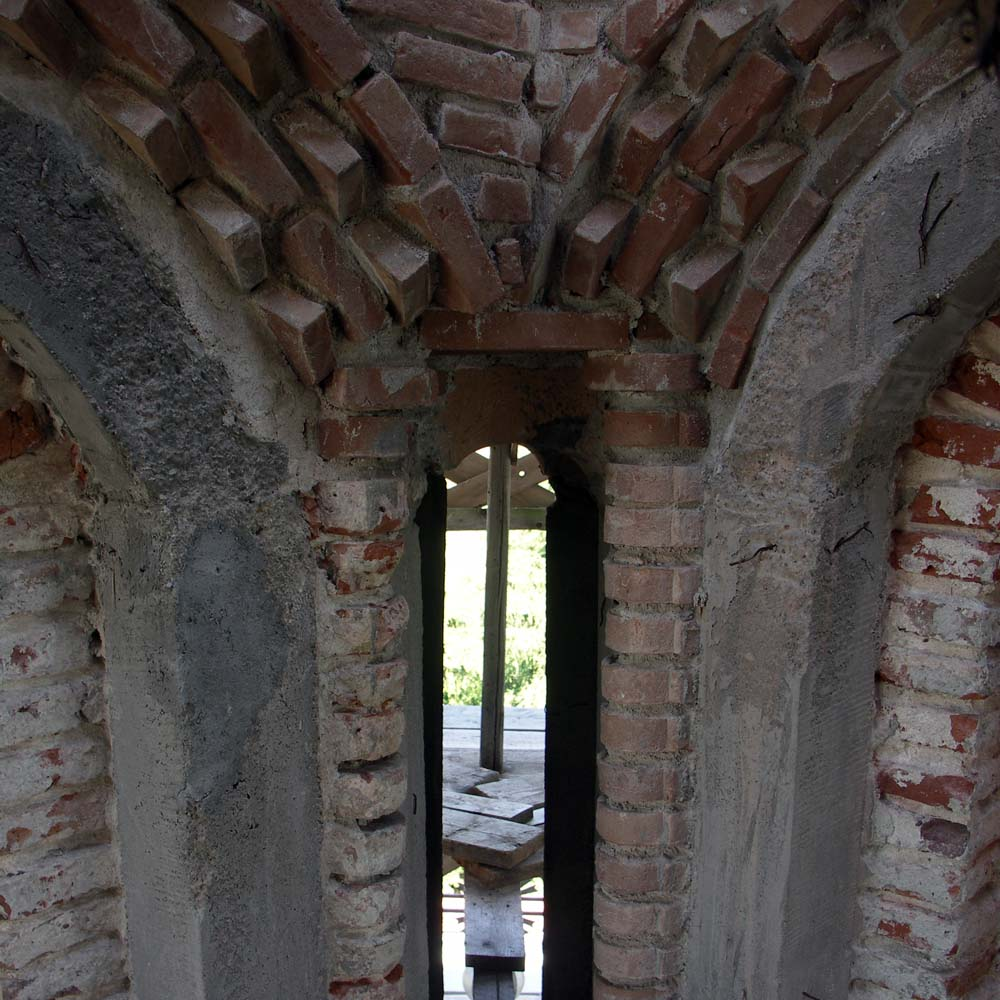
Golul dintre turlele pronaosului
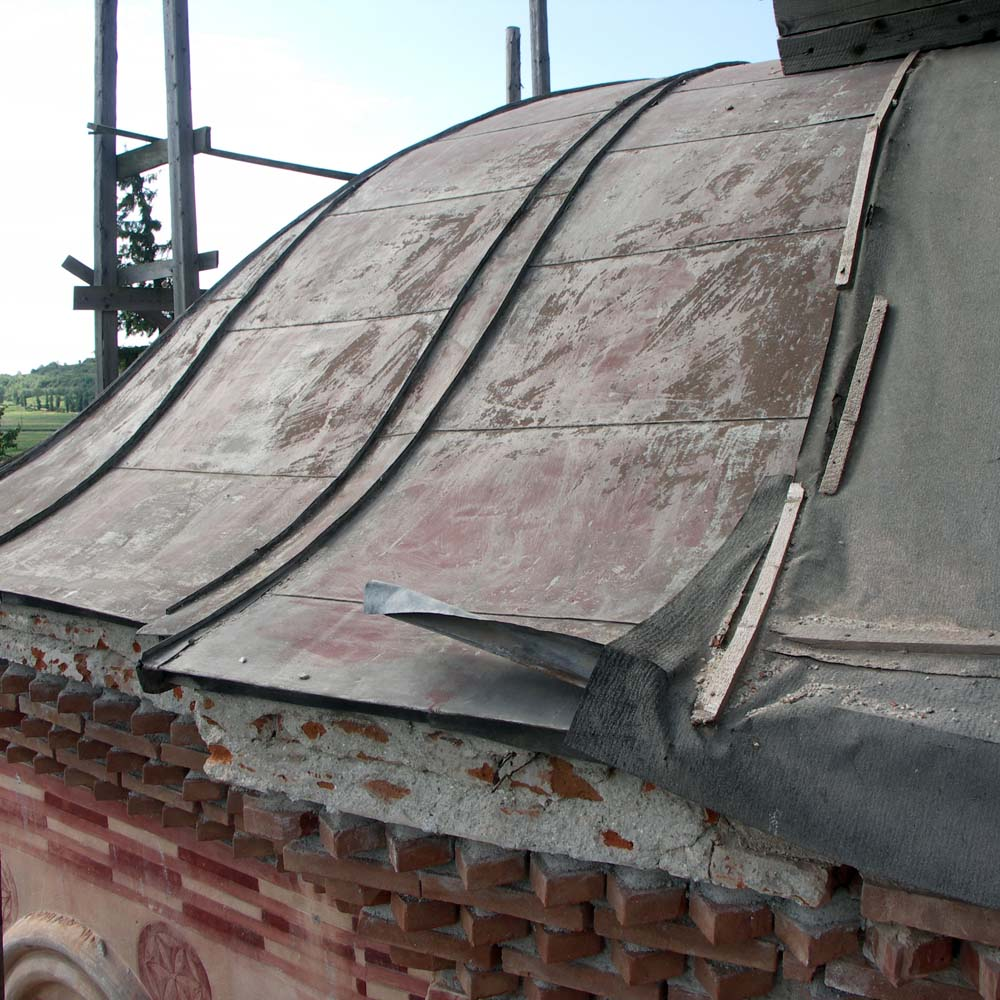
Acoperirea boltei altarului cu tablă, 2007
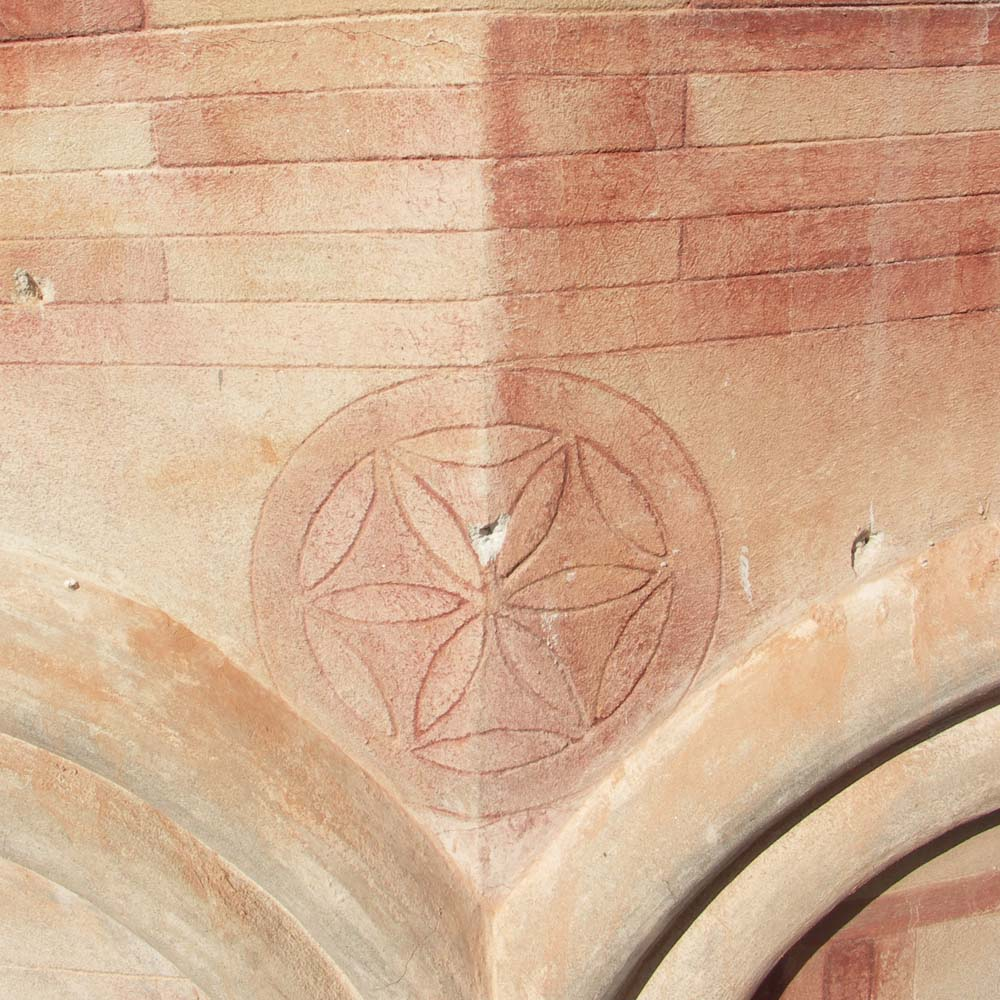
Detaliu de decor în tencuială, sec 19-20
Zidăria veche din jurul unei ferestre originale, 2007
Golul unei grinzi din schelăria iniţială, 2007
Semnătura meşterului pietrar, portalul pridvorului, 2007
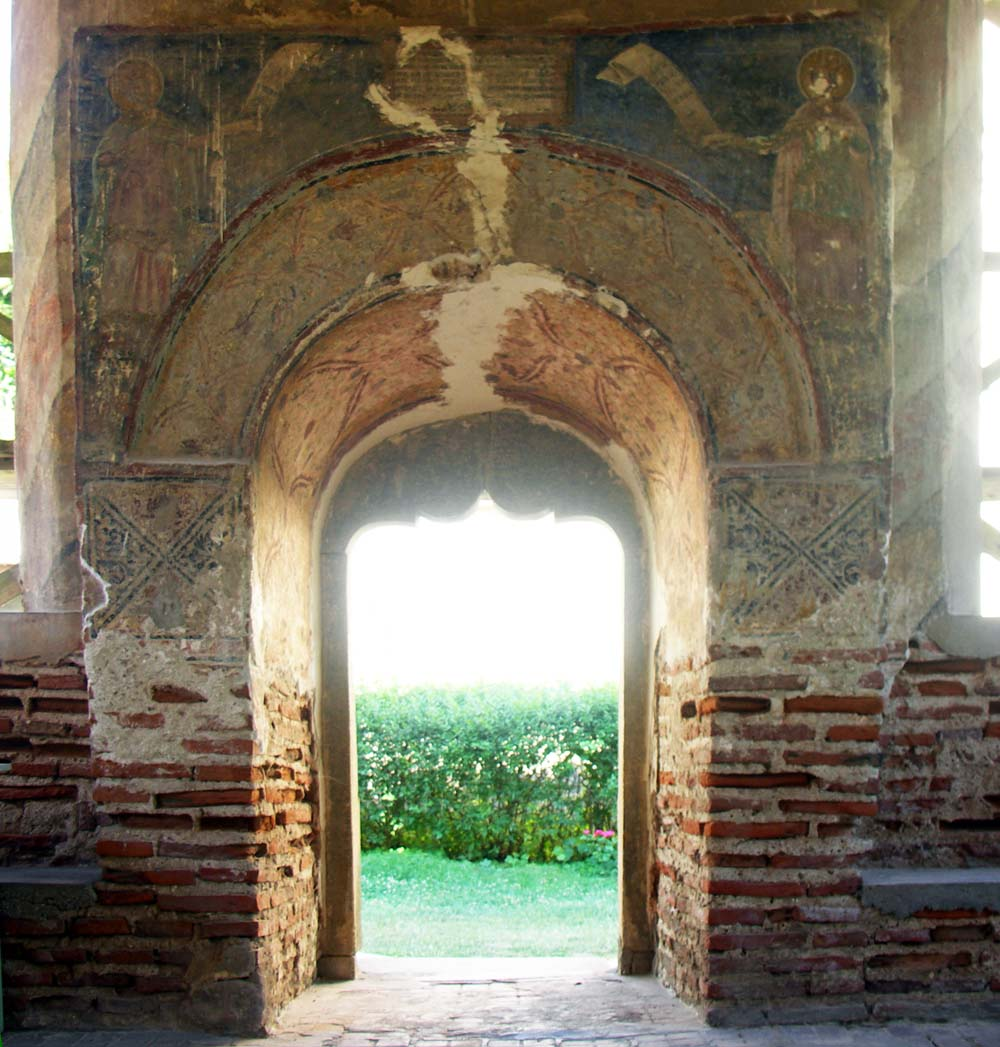
Dosul intrării în pridvor, pisania repictării de la 1852, 2007
Intrarea în pronaos şi pisania din 1704 deasupra ei, 2007
Stema Ţării Româneşti în lintelul portalului de la intrarea în pronaos, 2007
Pisania de la 1704, 2007
Ferecătura de la 1712 a porţii incintei, 2007
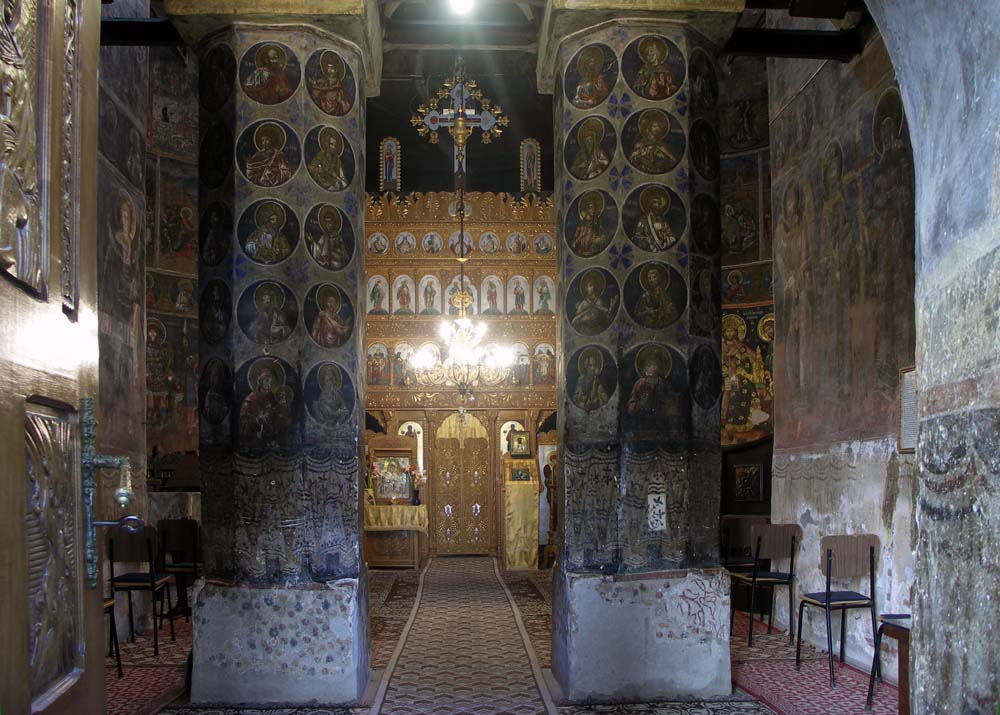
pronaosul cu perspectivă spre iconostas, 2007
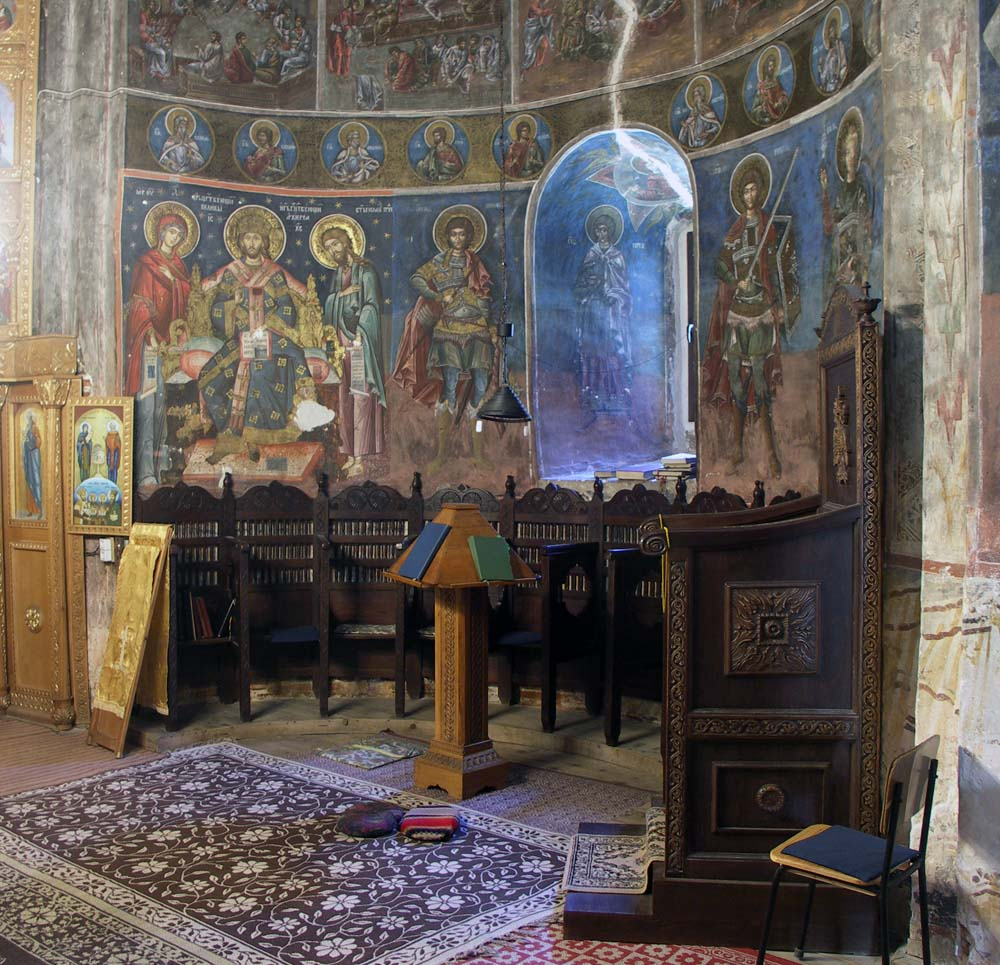
Absida dreaptă, strane, scaunul arhieresc şi pictura parietală, parţial restaurată, 2007
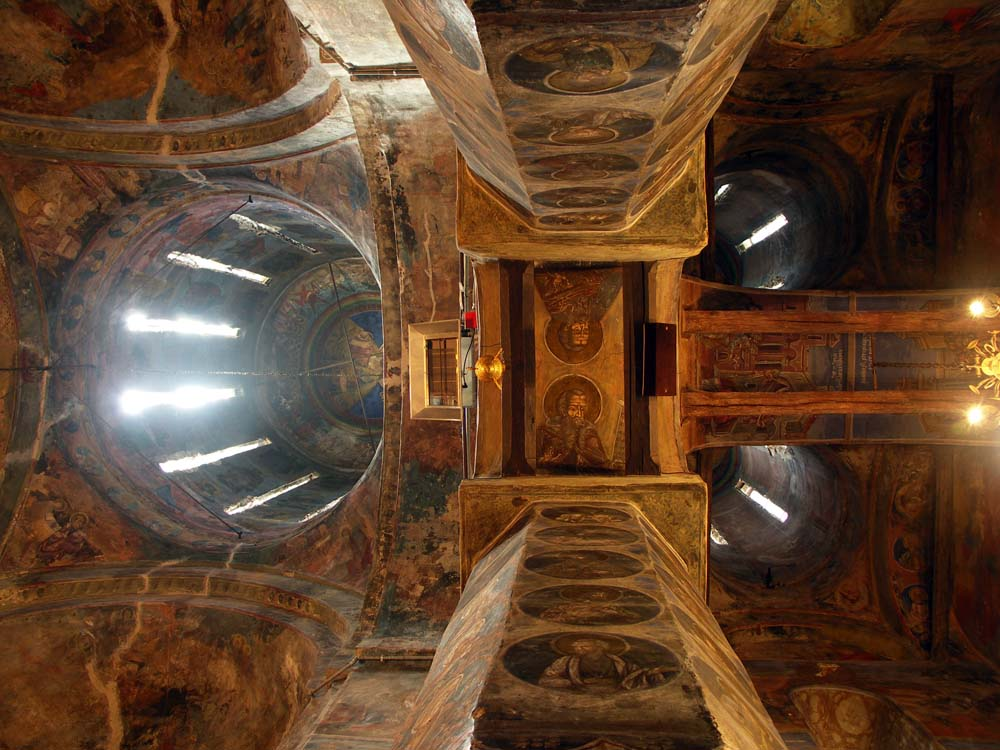
Cupolele din pronaos şi cupola din navă, 2007
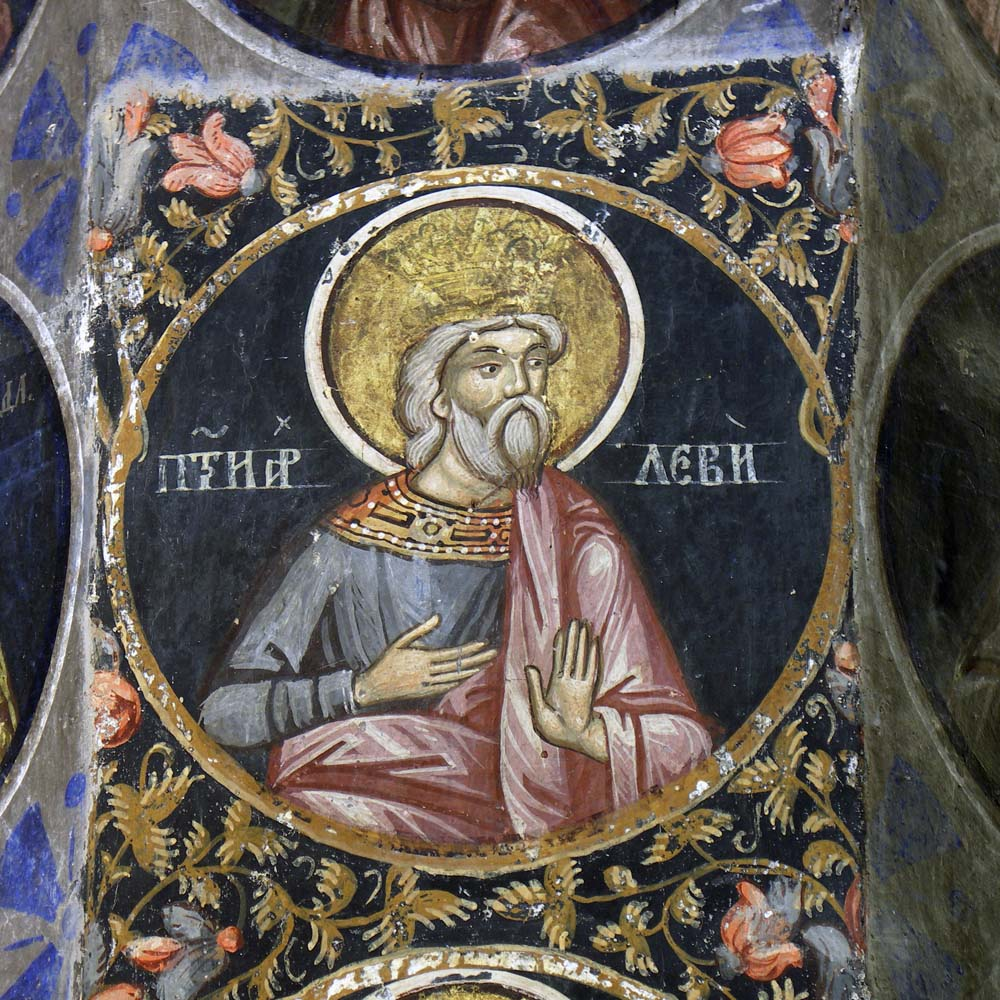
Fragment de pictură de la 1704, patriarhul Levi, 2007
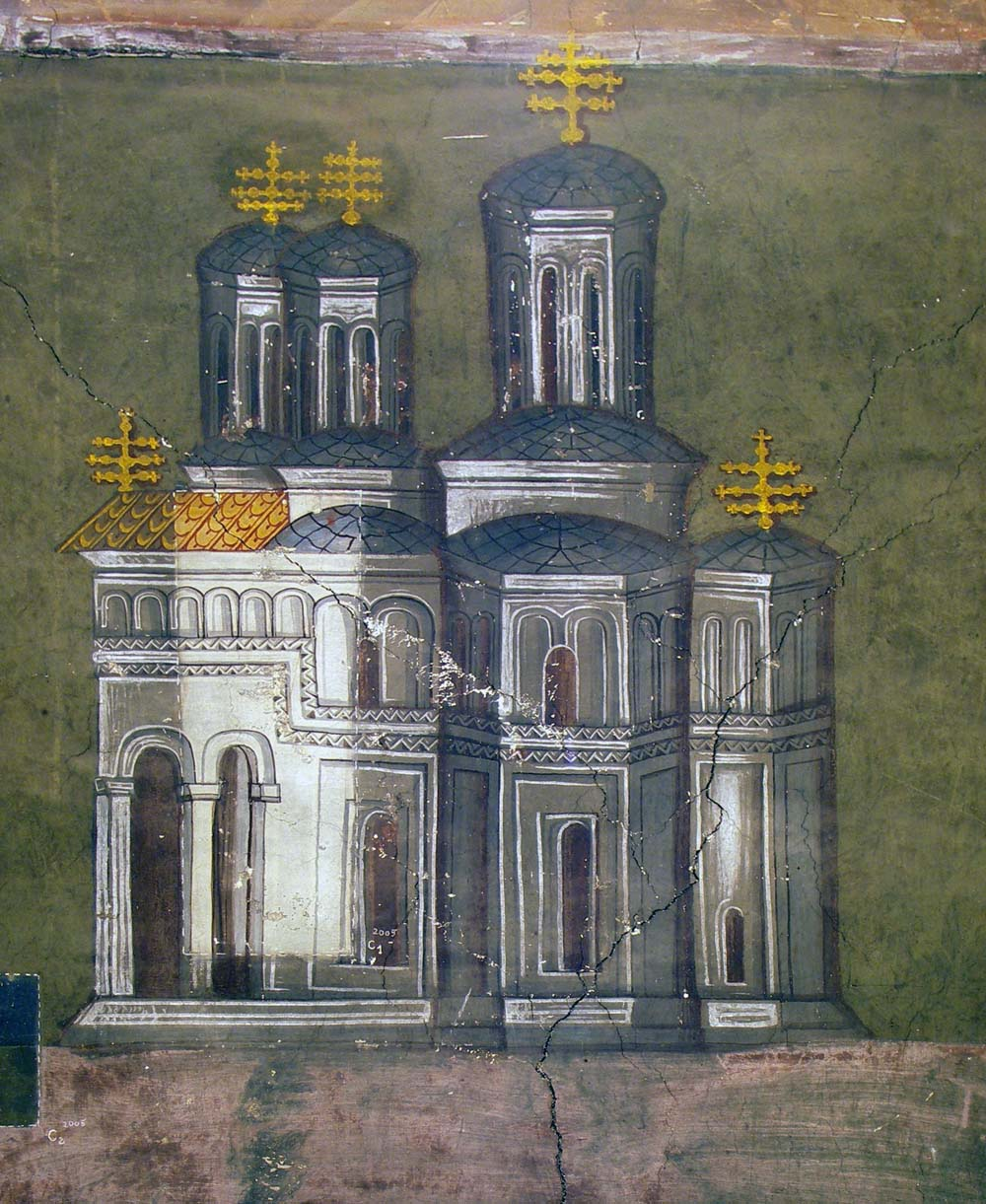
Macheta mănăstirii dăruită Cuvioasei Paraschiva de ctitorii ei la 1704, 2007